# Universal Linear Accelerator

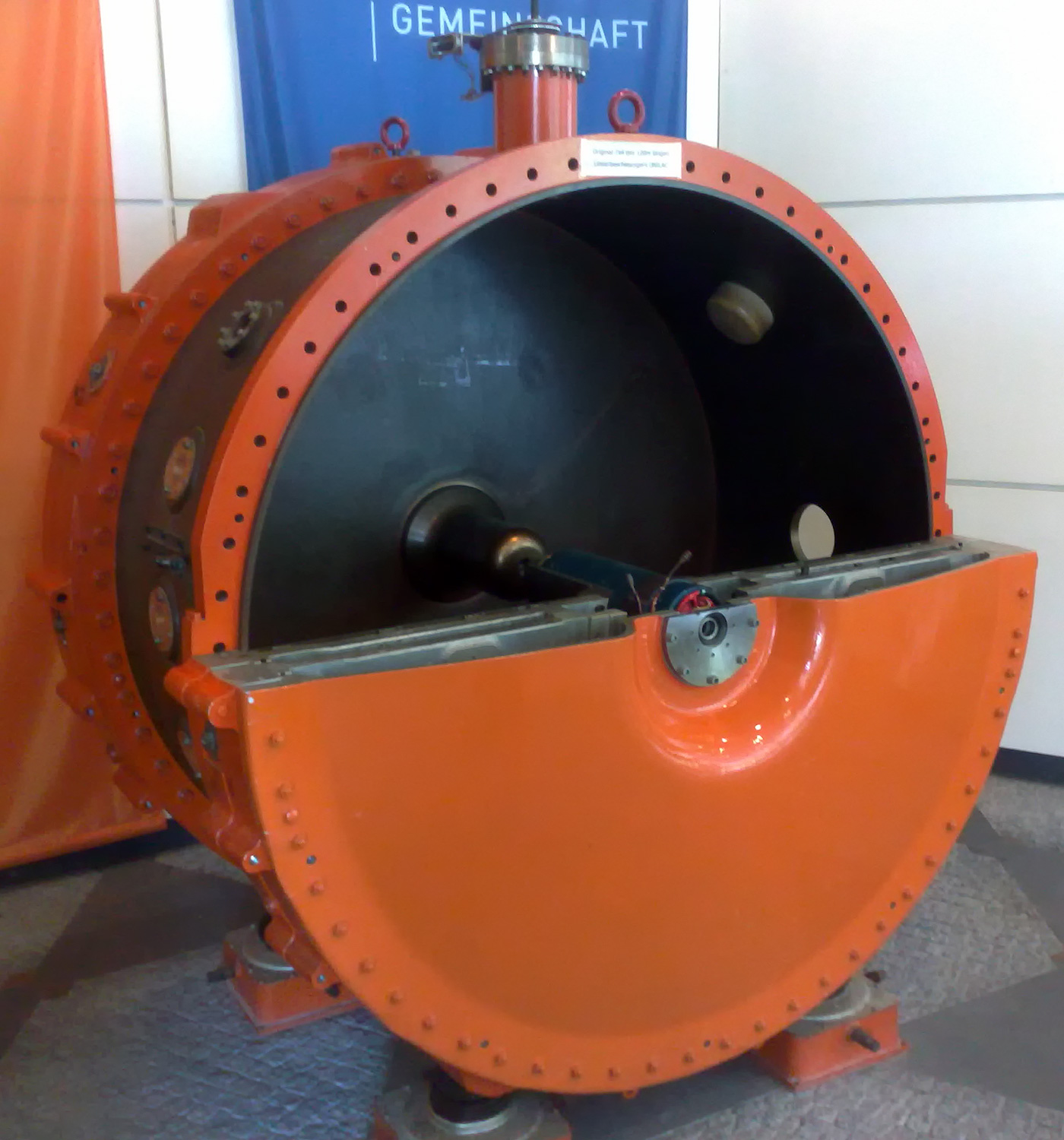
Originalteil (Einzelresonator) des 120 Meter langen UNILAC im Ausstellungsraum der GSI

UNILAC (Universal Linear Accelerator) ist die Bezeichnung eines Beschleunigers für Schwerionen am GSI Helmholtzzentrum für Schwerionenforschung in Darmstadt. Das „Universal“ im Namen verweist darauf, dass die Anlage Ionen jeder Massenzahl, von Wasserstoff bis zu Uran, beschleunigen kann.
Mit Hilfe des UNILAC wurden u. a. erstmals die Elemente Bohrium (Bh, 107), Hassium (Hs, 108), Meitnerium (Mt, 109), Darmstadtium (Ds, 110), Roentgenium (Rg, 111) und Copernicium (Cn, 112) synthetisiert.

## Ursprünglicher Aufbau
Der UNILAC ging 1975 in Betrieb. Er verfügte über vier verschiedene Ionenquellen. Der eigentliche Beschleuniger bestand im Wesentlichen aus vier aufeinander folgenden Wideröe-Beschleunigern von je 7 m Länge, die bei der Frequenz 27,12 Megahertz (MHz) arbeiteten. Weiter passierte der Strahl zwei Alvarez-Beschleuniger von je 12 m, betrieben mit dem Vierfachen dieser Frequenz, also 108,48 MHz, und darauf folgend 20 je für sich versorgte Einzelresonatoren. Mit diesen kann die gewünschte Endenergie für Strahlen verschiedener Ionen eingestellt werden. Hinzu kommen zwischen den einzelnen Beschleunigerteilen Umladestrecken (Stripper). Diese bringen die Ionen durch „Abstreifen“ weiterer Elektronen in höhere Ladungszustände, so dass die Amplitude der nachfolgenden Beschleunigungsspannung besser ausgenutzt wird.

## Heutiger Aufbau
Nach Modernisierungen besteht der UNILAC zurzeit (2016) aus zwei Ionenquellen (PIG + MUCIS/MEVVA). Daran schließt sich eine RFQ-Beschleunigungsstruktur, gefolgt von zwei IH (Interdigital-H-Mode)-Strukturen bei 36 MHz. Diese sorgen für eine Beschleunigung auf 1,4 MeV/u. Ein Poststripper (in den vom Hochladungsinjektor, ebenfalls mit einer RFQ- und einer IH-Struktur, eingeschossen wird) und vier Alvarez-Strukturen ermöglichen die weitere Beschleunigung auf 11,4 MeV/u.
Abgesehen von eigenständigen Experimenten dient der UNILAC auch als Injektor für das bei der GSI betriebene Synchrotron SIS 12/18.